# 제국 남극 횡단 탐험대

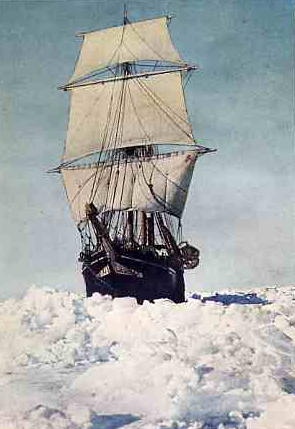
돛대를 완전히 전개한 인듀어런스호

제국 남극 횡단 탐험대(1914년~1917년, Imperial Trans-Antarctic Expedition) 또는 인듀어런스 탐험, 섀클턴의 탐험은 남극 탐험의 영웅 시대에 이루어진 마지막 주요 남극 탐험이다. 어니스트 섀클턴이 생각해 낸 이 탐험은 처음으로 남극 대륙 횡단을 시도했다. 1911년 로알 아문센이 남극점을 정복하면서, 섀클턴의 말에 따르면 "남극 장거리 여행의 한가지 거대한 주 목적인" 바다에서 건너편 바다로 대륙을 횡단하는 탐험이 주된 목표로 떠올랐다. 원정대는 이 목적을 달성하는 데에는 실패했지만,  사우스조지아섬 횡단이라는 새로운 목적 달성의 성공과 더불어 인내의 대서사시라는 위업을 인정받았다. 특히  사우스조지아섬 횡단 성공은 기념 우표까지 발행될 정도로 큰 위업으로 인정 받았다.
섀클턴은 1901년부터 1904년까지 로버트 팰컨 스콧과 함께한 디스커버리 탐험과 1907년부터 1909년까지의 니므로드 탐험을 주도했다. 이 새로운 탐험에서 섀클턴은 웨들해로 항해한 다음 바셸만 근처 해안에서 상륙한 이후, 남극점을 통과해 로스해까지 통과하는 경로를 제안했다. 한편, 지원대인 로스해 탐험대가 맥머도만에 캠프를 구축하여 대륙 반대편에서 탐험하여 로스 빙붕부터 비어드모어 빙하까지 일련의 보급창고를 건설하기로 했다. 이 보급창고는 탐험대 하나로는 대륙 횡단을 시도하기에 힘들었기 때문에 대륙 횡단 탐험대에 매우 중요했다. 원정대는 섀클턴이 지휘하는 웨들해 탐험대의 인듀어런스와 아이에나스 매킨토시가 지휘하는 로스해 탐험대의 SY 오로라 2 척의 함선을 이용했다.
이 탐험은 처음부터 순탄하지 않았다. 출발하기 일보직전 제1차 세계대전이 발발했으며, 이 때문에 모든 선박이 징병당했다. 하지만 어니스트 섀클턴은 자신의 목적을 영국 국방부에 편지로 적어 보냈고 이 편지를 읽어본 윈스턴 처칠 당시 영국 해군부 장관이 직권으로 섀클턴의 탐험을 승락했으며 되려 탐험을 하라고 명령까지 내렸다. 이 덕분에 이 탐험이 실현될 수 있었다.
인듀어런스호는 바셸만에 도달하기 전에 웨들해의 유빙에게 발이 묶이고 탈출하기 위해 노력했으나 얼음 위로 들려올라가 1915년 겨울 내내 북쪽에서 표류했다. 결국 배는 파괴되고 침몰하여 28명의 사람들은 남극 위에서 표류되었다. 북쪽으로 계속 표류하는 얼음의 임시 캠프에서 수개월을 보낸 이후 무인도인 엘리펀트섬에 도달하기 위해 구명보트로 이동했다. 하지만 엘리펀트섬에서 남극을 탐험하기에는 무리가 많아서 그 곳을 빠져나가려고 했다. 포클랜드 제도나, 엘리펀트섬에서 가장 가까운 아르헨티나령 티에라델푸에고 섬으로 가자니 그곳으로 가기 위해 지나야 하는 드레이크 해협은 세계에서 가장 풍랑이 심한 바다인 탓에 결국 훨씬 멀리 떨어진 사우스조지아섬으로 가야만 했다.
셰클턴은 다음과 같은 인원으로 편성해 사우스조지아섬으로 가기로 했다. 이에 따라 엘리펀트섬 잔류조는 부장 프랭크 와일드에게 지휘를 맡겼다.
- 대장 어니스트 섀클턴
- 선장 프랭크 워슬리: 방향 담당
- 2등 항해사 톰 크린: 체력이 가장 좋고 완력 역시 가장 좋다.
- 전직 갑판장 선원 존 빈센트: 관심대원인 탓에 다른 대원들과 분리 시키려고 데려갔다.
- 선원 티모시 매카시
- 목수 해리 '치피' 맥니쉬: 제임스 커드 보트 수리 담당.

이 팀은 약 1,300km를 돛단배 제임스 커드 보트를 타고 이동해 사우스조지아섬에 도착했다. 하지만 그게 전부는 아니었다. 정작 사우스조지아섬에 도착해 보니 도착한 곳은 섬 서쪽의 페고티 캠프였고, 그 곳은 허허벌판이었다. 결국 등대와 포경 기지가 있는 섬 동쪽의 스트롬니스로 또다시 이동해야 했다. 여기서 섀클턴은 또 인원을 편성해서 섀클턴 본인을 포함한 단 3명만 스트롬니스로 향했다.
- 대장 어니스트 섀클턴
- 선장 프랭크 워슬리
- 2등 항해사 톰 크린

이 팀은 이전에는 단 한 번도 성공한 적이 없었던 사우스조지아섬 횡단에 성공했으며 그 곳에 있는 포경기지에 무사히 도착했다. 이후 섀클턴은 여기 저기 구조 요청을 했으나 하필이면 그 시기가 운 나쁘게도 제1차 세계대전 기간인지라 본국인 영국에서는 구조 요청을 거절할 수밖에 없는 상황이었다. 결국 몇 개월이 걸려서야 칠레 정부로부터 증기선 엘코 호를 빌려오는 데 성공했다. 섀클턴은 엘코 호에 탑승해서 페고티 캠프를 거쳐 엘리펀트섬에서 기다리고 있던 사람들을 엘코 호에 싣고 한명의 사망자도 없이 영국으로 돌아왔다. 사망은 없었지만 부상은 1명이 있었는데 몰래 들어온 퍼스 블랙보로가 부상으로 왼발의 발가락 대부분을 절단해야 했다.
엘리펀트섬 잔류조는 식량이 고갈되어 결국 구조될 때까지 매일 조개잡이를 하면서 연명했다.
남극 대륙 반대편의 로스해 탐험대는 임무를 수행하는 데 큰 어려움에 직면했다. 오로라호는 강풍으로 인해 계류 기구가 날라가 돌아갈 수 없게 되었고, 적절한 보급이나 장비 없이 버려져 해안 탐험대로 떠나게 되었다. 그럼에도 불구하고 보급창고를 설치했고, 이 동안 3명이 사망했다.

## 탐험대원
- 대장 어니스트 섀클턴:
- 부장 프랭크 와일드: 어니스트 섀클턴과 같은 대우를 받았으며 엘리펀트 섬 잔류조를 통솔했다.
- 선장 프랭크 웨슬리: 선장으로 고용된 만큼 육분의를 다루는 데에 능했으며, 조타 실력도 좋았다.
- 사진기사 프랭크 헐리:
- 수석 항해사 휴버트 허드슨:
- 1등 항해사 리오넬 그린스트리트: 탐험대원 중 가장 늦게 죽었다.
- 2등 항해사 톰 크린:
- 3등 항해사 겸 갑판장 알프레드 치탐: 원래 갑판장이던 존 빈센트가 보직해임 당해서 갑판장 겸직.
- 기관장 루이스 리킨슨:
- 2등 기관사 알렉산더 케르:
- 외과의 제임스 매클로이:
- 외과의 알렉산더 매클린:
- 생물학자 로버트 클라크:
- 기상학자 레너드 허시:
- 지질학자 겸 수석 과학자 제임스 워디:
- 물리학자 레지널드 제임스:
- 미술가 조지 마르스턴: 탐험대장 어니스트 섀클턴의 여동생 캐슬린 섀클턴의 친구. 여동생이 오빠한테 추천해서 탐험대원이 되었다.
- 창고지기 겸 모터 기술자 토마스 오르데 리스:
- 목수 해리 '치피' 맥니쉬: 극지메달 수여 실패. 반려 고양이로 '치피 여사'[3]를 데리고 있었다. 치피 여사가 죽자 그 일을 죽을 때까지 잊지 못하고 이 탐험 이후 실물 크기의 치피 여사 동상을 만들었으며 사후 그의 묘지에 그 동상이 세워졌다.
- 요리사 찰스 그린: 탐험대가 부에노스 아이레스에 도착했을 때 전임 요리사가 그만두자 그 곳에서 요리사로 채용됨.
- 보일러 기술자 윌리엄 스텐펜슨: 극지메달 수여 실패.
- 보일러 기술자 어네스트 홀네스: 극지메달 수여 실패.
- 선원 존 빈센트: 극지메달 수여 실패. 갑판장으로 채용되었으나, 간부 신분을 이용해 선원들에게 가혹행위를 한 것이 원인이 되어 선원으로 강등 및 동일한 사유로 극지메달 수여 실패.
- 선원 티모시 맥카시: 사우스 조지아 섬에서 페고티 캠프에 잔류한 인원 중 유일하게 극지 메달 수여.
- 선원 월터 하우:
- 선원 윌리엄 베이크웰: 혼자 미국인.
- 선원 토마스 맥리오드:
- 개 조련사 다니엘 구치:
- 밀항자 퍼스 블랙보로: 원래 예정에 없었던 인원. 부에노스 아이레스에 있다가 섀클턴 탐험대의 배에 몰래 승선. 이를 알게 된 섀클턴은 블랙보로에게 크게 화를 냈지만 이미 배는 바다 한 가운데에 있어서 추방할 수 없는 상황이라 요리사 보조로 임명했다. 섀클턴이 블랙보로를 선원으로 임명하면서 "식량이 다 떨어지면 네가 식량이다"라는 말을 했지만 블랙보로는 "제 고기는 맛없는데 그래도 괜찮나요?"라며 응수했다. 하지만 탐험이 끝나자 섀클턴은 블랙보로에게도 극지메달을 수여시켜 줬다. 탐험 유일의 사상자로 왼쪽 발가락을 대부분 잃었다.

### 참조
1. ↑  Shackleton, Preface to South, p. xi
2. ↑  사망자는 탐험대장 아이에나스 매킨토시(1879년 ~ 1916년), 탐험대 목사 아놀드 스펜서스미스(1883년 ~ 1916년), 선원 빅터 조지 헤이웨드(1887년 ~ 1916년)이다.
3. ↑  이름은 '여사(Mrs.)였지만 사실은 수컷이였다. 항상 해리 맥니쉬와 붙어 다녀서 부부 같다고 하여 그런 이름이 붙었다. 하지만 엘리펀트 섬으로 이동하는 과정에서 어니스트 섀클턴에게 살처분 당했으며 이로 인해 해리 맥니쉬와 섀클턴이 반목해, 맥니쉬가 극지메달 수여에 실패한 원인이 된다.

## 추가 자료
- Lansing, Alfred: Endurance: Shackleton's Incredible Voyage Weidenfeld and Nicolson, London 2001 ISBN 0-297-82919-X
- McKernan, Victoria: Shackleton's Stowaway Laurel Leaf, London 2006 ISBN 0-440-41984-0
- Tamiko, Rex (ed.): South with Endurance: Shackleton's Antarctic Expedition 1914–17 (photographs of Frank Hurley) BCL Press, New York 2001 ISBN 1-932302-04-2
- Worsley, Frank A.: Shackleton's Boat Journey W.W. Norton & Company, London 1998 ISBN 0-7126-6574-9
- Worsley, Frank. 《Endurance: An Epic of Polar Adventure》. 1999: W.W. Norton & Company. ISBN 0-393-31994-6.

## 영화
- South. (1919). Frank Hurley's original documentary film of the Endurance voyage
- The Endurance: Shackleton's Legendary Antarctic Expedition. 2000 film directed by George Butler; a retelling of the story.
- Shackleton's Antarctic Adventure 보관됨 2012-02-14 - 웨이백 머신 Reconstruction, filmed in 1999 and 2000
- Great Adventurers: Ernest Shackleton – To The End Of The Earth Documentary film from 1999
- Shackleton (TV film) Two-part television film from 2001 starring Kenneth Branagh as Ernest Shackleton